# Esquirol pigmeu de Simons
L'esquirol pigmeu de Simons (Microsciurus simonsi) és una espècie de rosegador de la família dels esciúrids. És endèmic de l'oest de l'Equador (províncies de Bolívar i Pichincha). No se sap gaire cosa sobre l'hàbitat i l'ecologia d'aquesta espècie monotípica. Viu a altituds d'entre 250 i 1.500 msnm. Té una llargada de cap a gropa de 126-154 mm i la cua de 104-124 mm.